# Eurya eymae
Eurya eymae är en tvåhjärtbladig växtart som beskrevs av De Wit. Eurya eymae ingår i släktet Eurya och familjen Pentaphylacaceae. Inga underarter finns listade i Catalogue of Life.